# Pilot (pomorstvo)
Pilot je usposobljena in pooblaščena oseba praviloma v pristaniščih, ki pomaga ladji vpluti v pristanišče ali izpluti iz njega. Ko pride pilot na komandni most ladje, dobi popolno ukazovalno pravico do krmarja, osebja v strojnici in ker praviloma pomagajo pri operaciji vlačilci, tudi nad temi. Prisotnost pilota na ladji je jasno označena z mednarodno pomorsko signalno zastavico za črko H (hotel).
Obstajajo tudi piloti za pomoč pri plovbi po rekah.